# Петролул
«Петролул» (рум. Fotbal Club Petrolul Ploiești) — румунський футбольний клуб з Плоєшті. Заснований 1924 року.

## Досягнення
- Чемпіон Румунії: 1929-30, 1957-58, 1958-59, 1965-66
- Володар кубка Румунії: 1962-63, 1994-95, 2012-13

## Виступи в єврокубках

### Ліга чемпіонів / Кубок європейських чемпіонів
| Сезон   | Раунд | Суперник                | Вдома | На виїзді | В сукупності |
| ------- | ----- | ----------------------- | ----- | --------- | ------------ |
| 1958–59 | ПР    | Вісмут Карл-Маркс-Штадт | 2–0   | 2–4       | 4–4 †        |
| 1959–60 | ПР    | Вінер Шпорт-Клуб        | 1–2   | 0–0       | 1–2          |
| 1966–67 | 1Р    | Ліверпуль               | 3–1   | 0–2       | 3–3 •        |

† Вісмут пройшов в перший раунд завдяки перемозі в матчі плей-оф з рахунком 4–0.
• Ліверпуль пройшов в другий раунд завдяки перемозі в матчі плей-оф з рахунком 2–0.

### Кубок володарів кубків
| Сезон   | Раунд | Суперник     | Вдома | На виїзді | В сукупності |
| ------- | ----- | ------------ | ----- | --------- | ------------ |
| 1963–64 | ПР    | Фенербахче   | 1–0   | 1–4       | 2–4          |
| 1995–96 | КР    | Рексем       | 1–0   | 0–0       | 1–0          |
| 1995–96 | 1Р    | Рапід Відень | 0–0   | 1–3       | 1–3          |

### Ліга Європи / Кубок УЄФА
| Сезон   | Раунд | Суперник         | Вдома | На виїзді | В сукупності |
| ------- | ----- | ---------------- | ----- | --------- | ------------ |
| 1990–91 | 1Р    | Андерлехт        | 0–2   | 0–2       | 0–4          |
| 2013–14 | 2КР   | Вікінгур         | 3–0   | 4–0       | 7–0          |
| 2013–14 | 3КР   | Вітессе          | 1–1   | 2–1       | 3–2          |
| 2013–14 | ПО    | Суонсі Сіті      | 2–1   | 1–5       | 3–6          |
| 2014–15 | 2КР   | Фламуртарі       | 2–0   | 3–1       | 5–1          |
| 2014–15 | 3КР   | Вікторія Пльзень | 1–1   | 4–1       | 5–2          |
| 2014–15 | ПО    | Динамо Загреб    | 1–3   | 1–2       | 2–5          |

### Кубок Інтертото
| Сезон | Раунд   | Суперник            | Вдома | На виїзді | В сукупності |
| ----- | ------- | ------------------- | ----- | --------- | ------------ |
| 1990  | Група 9 | Хемніцер            | 0–1   | 0–1       | 4-е місце    |
| 1990  | Група 9 | Штурм Грац          | 1–3   | 1–6       | 4-е місце    |
| 1990  | Група 9 | Фортуна Дюссельдорф | 3 - 2 | 1 - 1     | 4-е місце    |

### Кубок ярмарків
| Сезон   | Раунд | Суперник          | Вдома | На виїзді | В сукупності |
| ------- | ----- | ----------------- | ----- | --------- | ------------ |
| 1962–63 | 1Р    | Спартак Брно      | 4–0   | 1–0       | 5–0          |
| 1962–63 | 2Р    | Лейпциг XI        | 1–0   | 0–1       | 1–1 ‡        |
| 1962–63 | 1/4   | Ференцварош       | 1–0   | 0–2       | 1–2          |
| 1964–65 | 1Р    | Гезтепе           | 2–1   | 1–0       | 3–1          |
| 1964–65 | 2Р    | Локомотив Пловдив | 1–0   | 0–2       | 1–2          |
| 1967–68 | 1Р    | Динамо Загреб     | 2–0   | 0–5       | 2–5          |

‡ Петролул пройшов в чвертьфінал завдяки перемозі в матчі плей-оф з рахунком 1–0.